# Ришард Городецький
Ришард Городецький (народився 30 вересня 1943 року в Ковелі) — польський фізик, що займається теоретичною фізикою та квантовою інформатикою, професор фізичних наук.

## Життєпис
Закінчив факультет електроніки Гданьського технологічного університету. 26 травня 1997 року здобув докторський ступінь з фізики на факультеті фізики, астрономії та прикладної інформатики університету імені Миколая Коперника на основі дисертації «Кореляція та інформаційно-теоретичні аспекти квантової невіддільності змішаних станів». Звання професора фізичних наук отримав 18 січня 2005 року.
Професійно пов'язаний з Гданським університетом, з 2007 року — професор Інституту теоретичної фізики та астрофізики. Став директором Національного центру квантових комп'ютерних наук UG. Також займається квантовою інформатикою, в тому числі вивчає властивості квантових заплутаних станів та їх використання для обробки квантової інформації. У 1997 році у праці, опублікованій спільно з його синами Міхалом та Павелом, він показав існування пов'язаних заплутаних станів, які не можуть бути перетворені на максимально заплутані стани.
З 2010 року — член-кореспондентом Польської академії наук.
У 2008 році Ришард Городецький отримав премію Фонду польської науки, а в 2011 році виграв престижний європейський грант ERC Advanced для подальших досліджень в області квантових обчислень. Нагороджений Офіцерським хрестом — Орденом Відродження Польщі (2013) та медаллю Національної комісії з питань освіти.
Ришард Городецький також писав поетичні твори, опубліковані в «Tygodniku Powszechnym» та щомісячнику «В дорозі». Також друком вийшла збірка віршів під назвою Sum ergo cogito.

## Вибрані публікації
- Кореляційні і теоретико-інформаційних аспекти квантової невіддільності змішаних станів (1996, дисертація)
- Sum ergo cogito (поетичні твори) (2003)